# Arnèke
Arnèke är en kommun i departementet Nord i regionen Hauts-de-France i norra Frankrike. Kommunen ligger i kantonen Cassel som tillhör arrondissementet Dunkerque. År 2022 hade Arnèke 1 557 invånare.

## Befolkningsutveckling
Antalet invånare i kommunen Arnèke
| Referens: INSEE |